# Bệnh đau vú
Đau vú là cảm giác khó chịu hay đau ở vú. Đau vú (đau ngực) có thể bao gồm căng ngực, đau nhiều hoặc tức các mô vú. Cơn đau có thể liên tục hoặc nó có thể xảy ra không thường xuyên.
Đau vú có thể nặng hay nhẹ. Nó thường xảy ra vài ngày trước mỗi tháng của bạn, có thể là trước chu kì hoặc kéo dài trong 7 ngày hay nhiều hơn 1 tháng. Phụ nữ mãn kinh cũng có thể gặp tình trạng này nhưng thường xảy ra hơn ở phụ nữ trẻ và phụ nữ tiền mãn kinh.
Thường thì đau ngực thường báo hiệu không phải ung thư vú và hiếm khi chỉ ra ung thư vú. Tuy nhiên sau 1 hoặc 2 chu kỳ kinh nguyệt hay sau mãn kinh vẫn xảy ra tình trạng đau vú thì cần được đánh giá bởi bác sĩ.
Đau vú có hai loại: đau vú theo chu kỳ và đau vú không theo chu kỳ.

## Nguyên nhân
Chủ yếu có thể liên quan đến những thay đổi trong mức độ hormone. Đây có thể bao gồm:
- Tuổi dậy thì ở trẻ em gái và đôi khi cho trẻ em trai cũng vậy.
- Hội chứng tiền kinh nguyệt và chu kỳ kinh nguyệt
- Mang thai - thường gặp hơn trong 3 tháng đầu tiên
- Những ngày sau khi sinh con như viêm vú
- Thời kỳ mãn kinh
- Nguyên nhân ít phổ biến của đau vú bao gồm các u lành tính (khối u) ở vú, ung thư vú, và một số thuốc (thuốc lợi tiểu, Clopromazin, chế phẩm Digitalis, Methyldopa...)

## Chẩn đoán

### Khám vú lâm sàng
Nếu tiền sử bệnh vú và khám lâm sàng cho thấy không có gì bất thường, không cần xét nghiệm bổ sung.

### Chụp nhũ ảnh
Nếu bác sĩ cảm thấy một khối u vú hoặc vú dày bất thường, hay phát hiện một khu vực đau trong mô vú thì cần chụp X-quang vú để đánh giá các khu vực quan tâm được tìm thấy trong khi khám vú (chụp quang tuyến vú chẩn đoán).

### Siêu âm
Siêu âm sử dụng sóng âm thanh để tạo ra hình ảnh về vú của bạn, và nó thường được thực hiện cùng với chụp nhũ ảnh. Bạn có thể cần siêu âm để đánh giá một khu vực đau ngay cả khi chụp quang tuyến vú bình thường.

### Sinh thiết vú
Khối u ở vú nghi ngờ, khu vực dày hoặc các khu vực khác thường được thấy trong các xét nghiệm hình ảnh có thể yêu cầu sinh thiết trước khi bác sĩ chẩn đoán. Trong khi sinh thiết, bác sĩ lấy một mẫu nhỏ của mô vú từ những khu vực nói trên và gửi nó để phân tích trong phòng thí nghiệm.

## Điều trị
- Loại bỏ một nguyên nhân cơ bản hoặc tình tiết làm nặng thêm bệnh. Điều này có thể liên quan đến một điều chỉnh đơn giản, chẳng hạn như mặc một chiếc áo ngực với sự hỗ trợ thêm.
- Sử dụng NSAID. Bôi thuốc trực tiếp vào khu vực cảm thấy đau.
- Điều chỉnh thuốc ngừa thai
- Giảm liều điều trị hormon mãn kinh.Có thể xem xét giảm liều điều trị hormon mãn kinh hoặc ngừng hoàn toàn.
- Có thể dùng các sản phẩm bổ sung với các thành phần giúp điều hòa kinh nguyệt, hormon trong cơ thể như đương quy, xuyên khung...(nhũ ngọc), làm giảm nguy cơ gây u vú-1 nguyên nhân dẫn đến đau vú.

## Phòng ngừa
- Để băng gạc nóng hoặc lạnh trên ngực.
- Mặc một chiếc áo ngực hỗ trợ
- Thử nghiệm với liệu pháp thư giãn, có thể giúp kiểm soát mức độ cao của sự lo lắng liên quan đến đau ngực nặng.
- Hạn chế hoặc loại bỏ cafein
- Thực hiện 1 chế độ ăn ít chất béo.
- Dùng thuốc giảm đau nhẹ: acetaminophen, ibuprofen
- Viết nhật ký, lưu ý khi bạn bị đau ngực và các triệu chứng khác, để xác định xem đau của bạn là theo chu kỳ hay không theo chu kỳ.